# Eugen Kirch
Eugen Kirch (* 10. März 1888 in Siegen, Westfalen; † 2. April 1973 in Regensburg) war ein deutscher Pathologe und Hochschullehrer, der insbesondere Herzerkrankungen erforschte.

## Leben
Kirch studierte Medizin an der Philipps-Universität Marburg, wo er seinen späteren Vorgesetzten in Würzburg, Martin Benno Schmidt, kennenlernte. Seit 1907 war er Mitglied der katholischen Studentenverbindung VKDSt Rhenania Marburg. 1912 promovierte er summa cum laude mit einer Dissertation über Mikrobiologie. Ab 1913 leistete er einen einjährigen Militärdienst als Regimentsarzt in der preußischen Garnison Münster ab.
Mit Beginn des Ersten Weltkriegs wechselte Kirch in die Prosektur eines Armeekorps, wo er eine pathologische Ausbildung begann. Diese setzte er am Pathologischen Institut der Julius-Maximilians-Universität Würzburg unter Leitung seines Marburger Bekannten Schmidt fort. 1920 habilitierte sich Kirch mit Arbeiten zur Herzpathologie, die auch in der Zukunft sein wichtigstes Arbeitsfeld blieb. Er forschte besonders zu Hypertrophie und Dilatation des Herzens, führte als erster Untersuchungen an den Herzen von Leistungssportlern durch und grenzte deren Anpassung an die Anforderungen des Leistungssports von degenerativen Veränderungen ab.
1928 wurde er ordentlicher Professor für Pathologie an der Universität Erlangen. Dieses Amt hatte er 18 Jahre inne.
Im Jahr 1930 trat Kirch als Gutachter in einem umstrittenen Strafprozess um den gewaltsamen Tod der Kulmbacher Unternehmergattin Margarete Meußdoerffer auf. Er war Teilnehmer der 1915 von Assistenten der Würzburger Universitätskliniken gegründeten Freitagsgesellschaft (Würzburg). Die Referierabende durchführende Gesellschaft, zu der unter anderem auch Konrad Schübel (* 1885; später Professor der Pharmakologie in Erlangen), Philipp Stöhr, Erich Letterer, August Foerster, Max Meyer, Wolfgang Riehm und Josef Hämel gehörten, löste sich 1932/1933 auf, nachdem die Mitglieder leitende Universitätsstellen erhalten hatten.
Im Jahr 1946 erfolgte im Zuge der Entnazifizierung eine pauschale Amtsenthebung führender Akademiker, von der auch Kirch betroffen war. Ab 1946 betrieb er in Regensburg ein privates pathologisches Institut und setzte sich für die akademische Aus- und Fortbildung ein. Bereits 1949 wurde er nach Würzburg auf den Lehrstuhl seines früheren Mentors Schmidt berufen. Seine Arbeit dort war nicht nur von der Wiederaufnahme des Forschungs- und Lehrbetriebs, sondern auch vom Wiederaufbau der teilweise massiv zerstörten Universitätseinrichtungen geprägt. Zu seinen Schülern und Assistenten gehörte unter anderem Rudolf Schautz (1919–1991) von 1948 bis 1949 am Pathologischen Institut in Regensburg und ihm folgend in Würzburg von 1949 bis 1950, der dort 1950 Assistent des Chirurgen Wachsmuth, 1963 Professor für Chirurgie und 1968 Chefarzt am Juliusspital wurde. Im Jahr 1957 wurde Kirch emeritiert. Er zog nach Regensburg, wo er 1973 vereinsamt in einem Pflegeheim starb.

## Veröffentlichungen (Auswahl)
- Über gesetzmässige Verschiebungen der inneren Grössenverhältnisse des normalen und pathologisch veränderten menschlichen Herzens. 1921.
- Das Verhalten von Herz und Kreislauf bei rechtsseitiger („pulmonaler“) Herzhypertrophie. 1925.
- als Hrsg.: Festschrift des Medizinischen Freitagsklubs Würzburg anläßlich seines 10jährigen Bestehens. Kabitsch, Leipzig 1925.
- Pathologie des Herzens. In: Ergebnisse der Allgemeinen Pathologie und Pathologischen Anatomie des Menschen und der Tiere. 22. Jahrgang', 1927, ISBN 978-3-662-32534-6.
- Die oberfränkische Porzellanstaublunge in pathologisch-anatomischer Beleuchtung. 1953.